# Tennistoernooi van Sydney 2014
Het tennistoernooi van Sydney van 2014 werd van 5 tot en met 11 januari 2014 gespeeld op de hardcourt-buitenbanen van het Olympic Park Tennis Centre in de Australische stad Sydney. De officiële naam van het toernooi was Apia International Sydney. Het was de 122e editie van het toernooi.
Het toernooi bestond uit twee delen:
- WTA-toernooi van Sydney 2014, het toernooi voor de vrouwen
- ATP-toernooi van Sydney 2014, het toernooi voor de mannen

ATP-toernooi van Sydney – WTA-toernooi van Sydney

Toernooien sinds 1990:
1990 · 1991 · 1992 · 1993 · 1994 · 1995 · 1996 · 1997 · 1998 · 1999 · 2000 · 2001 · 2002 · 2003 · 2004 · 2005 · 2006 · 2007 · 2008 · 2009 · 2010 · 2011 · 2012 · 2013 · 2014 · 2015 · 2016 · 2017 · 2018 · 2019 · 2020 · 2021 · 2022